# Četež pri Strugah
Četež pri Strugah este o localitate din comuna Dobrepolje, Slovenia, cu o populație de 58 de locuitori.